# From the Bottom of My Broken Heart
From the Bottom of My Broken Heart jest piątym i  ostatnim singlem (czwartym w USA i Australii) piosenkarki pop Britney Spears z jej debiutanckiego albumu ...Baby One More Time (1999). Wyprodukowano go w 2000 roku.

## B-Side'y
| #  | B-Side               | Czas |
| -- | -------------------- | ---- |
| 1. | "Thinkin' About You" | 3:35 |

## Singel
Na singlu australijskim nagrano piosenkę Thinkin' About You jako bonus, znalazła się ona również na albumie ...Baby One More Time. Na amerykańskim singlu zawarty został remix (You Drive Me) Crazy jako bonus oraz przygotowania do klipu tego i poprzedniego singla Born To Make You Happy. Taki sam singel wydano w Izraelu.

## Formaty i lista utworów singla
| Australijski CD ingel (9250132) 1. "From the Bottom of My Broken Heart" [Radio Edit] — 4:34 2. "(You Drive Me) Crazy" [Jazzy Jim's Hip-Hop Mix] — 3:40 3. "Thinkin' About You" — 3:35 4. "Sometimes" [Answering Machine Message] — 0:25 Amerykański CD singel (01241-42653-2) 1. "From the Bottom of My Broken Heart" [Radio Edit] — 4:34 2. "(You Drive Me) Crazy" [Jazzy Jim's Hip-Hop Mix] — 3:40 3. Video - Za kulisami tworzenia klipów "Born To Make You Happy" & "From the Bottom of My Broken Heart" | Amerykański Promo CD (JDJ-42632-2) 1. "From the Bottom of My Broken Heart" [Radio Edit] — 4:34 Amerykański Promo 12" Vinyl (DUTCH-16) - Strona A: 1. "From the Bottom of My Broken Heart" [Ospina's Millennium Funk Mix] — 3:31 - Strona B: 1. "From the Bottom of My Broken Heart" [Ospina's Millennium Funk Mix Instrumental] — 3:31 2. "From the Bottom of My Broken Heart" [Radio Edit] — 4:34 |

## Wersje utworu

### Oficjalne
- Wersja albumowa [Album Version] – 5:12
- Edycja radiowa [Radio Edit] – 4:34
- Wersja instrumentalna [Instrumental] – 5:12

### Remiksy
- Ospina's Millennium Funk Mix — 3:31
- Ospina's Millennium Funk Mix (Instrumental) — 3:31

## Osiągnięcia

### Pozycje na listach
| Notowanie (1999-2000)                | Najwyższa pozycja |
| ------------------------------------ | ----------------- |
| Australian ARIA Singles Chart        | 8                 |
| Philippine Top Hits                  | 6                 |
| South African RISA Singles Chart     | 70                |
| UK Singles Chart                     | 13                |
| U.S. Billboard Hot 100               | 9                 |
| U.S. Billboard Hot 100 Singles Sales | 1                 |
| U.S. Billboard Hot 100 Airplay       | 7                 |
| U.S. Billboard Top 40 Mainstream     | 9                 |

### Certyfikaty
Singel sprzedano w Stanach Zjednoczonych w ilości 3 milionów kopii i zdobył tam status Platynowej płyty.